# 평양의학대학
평양의학대학(平壤醫學大學, Pyongyang Medical College)은 평양직할시 중구역 동흥동 해방산거리에 위치한 대학으로, 김책공업종합대학과 인접해 있다. 평양의학대학은 북조선에서 가장 권위있는 의과대학 중 하나이다. 평양 어린이 병원을 부속병원으로 갖고 있다.

## 역사
이 대학의 전신(前身)은 일제강점기 당시의 평양의학전문학교이다. 당시 평양의전의 주소는 평양부 남동(南洞)이었으며, 현재의 평양의학대학도 그 자리에 있으며 본관 건물도 1937년에 건축된 것이다. 1929년에 4년제 전문학교로 개교하였다. 당시의 재학생 비율은 대략 한국인 2 : 일본인 1이었다고 한다.
평양의학대학 오른편 부지는 일제강점기 당시 자혜의원(慈惠醫院)으로 쓰였는데, 대한제국 당시 풍경궁(豊慶宮)이 있던 자리이다.

## 기타
한국의 시민사회운동가 이한열과 김세진을 명예 학생으로 추서하고 명예 졸업장을 수여하였다.

## 같이 보기
- 김세진
- 이한열